# Amblymora bivittata
Amblymora bivittata är en skalbaggsart som beskrevs av Stefan von Breuning 1939. Amblymora bivittata ingår i släktet Amblymora och familjen långhorningar. Inga underarter finns listade i Catalogue of Life.